# 郭興言
郭興言（？年—？年），河南河南府洛陽縣人，明朝政治人物。
万历三十四年（1606年）丙午科舉人，四十四年（1616年）丙辰科进士。以太僕寺卿仍管工科都給事中事，崇禎元年三月，仍以太僕寺卿管太常寺添註少卿事，九月免官。